# 채종협
채종협(蔡鍾協, 1993년 5월 19일 ~ )은 대한민국의 배우이다.

## 학력
- 서울종합예술실용학교 패션모델학과

## 출연

### 방송

#### 드라마
- 2017년 웹드라마  《오늘도 무사히》- 준호 역
- 2018년 웹드라마  《오늘도 무사히 2》- 준호 역
- 2019년 웹드라마 《루머》 - 박선재 역
- 2019년 SBS 금토드라마 《스토브리그》 - 유민호 역
- 2021년 JTBC 수목드라마 《시지프스 : the myth》 - 썬 역
- 2021년 JTBC 토요드라마 《알고있지만,》 - 양도혁 역
- 2021년 티빙 금요드라마 《마녀식당으로 오세요》 - 이길용 역
- 2022년 KBS2 수목드라마《너에게 가는 속도 493KM》 - 박태준 역
- 2022년 ENA 수목드라마《사장님을 잠금해제》 - 박인성 역
- 2023년 tvN 토일드라마《이번 생도 잘 부탁해》 - 복동이 역 (특별출연)
- 2023년 tvN 토일드라마《무인도의 디바》 - 강보걸 / 정기호 역
- 2024년 TBS 화요드라마《아이 러브 유》 - 윤태오 역
- 2024년 tvN 월화드라마 《우연일까?》 - 강후영 역

## 예능 프로그램
- 2021년 tvN 《놀라운 토요일 》 - 게스트 (송지효와 동반출연)
- 2021년 SBS 《런닝맨》 - 게스트 (남지현 (배우), 김용구 (배우)동반출연)
- 2021년 tvN 《식스센스2》 - 게스트(남지현과 동반출연
- 2023년 tvN 《놀라운 토요일》 - 게스트 (박은빈, 차학연과 동반출연)
- 2024년 YouTube, M.Net, TVING 《동네스타K4》 - 게스트 (김소현과 동반출연)

## 수상
- 2022년 KBS 연기대상 남자 신인상